# تيم ستريكلاند
تيم ستريكلاند (بالإنجليزية: Tim Strickland)‏ هو لاعب كرة قدم كندية أمريكي، ولد في 13 يناير 1977 في ممفيس في الولايات المتحدة.

## وصلات خارجية
- تيم ستريكلاند على موقع JustSportsStats.com (الإنجليزية)